# 真弓創
真弓 創（まゆみ そう、男性）は、日本のゲームシナリオライター。株式会社レプトン代表取締役。元大阪文学学校通信教育部ライトノベルコース講師。大阪芸術大学通信教育部文芸学科非常勤講師。茶話歴談編集。日本ゲームシナリオライター協会理事。

## 経歴
大阪芸術大学文芸学科卒業。新古書店の社員、バーテンダー、フリーライターを経て、2005年に有限会社ブリューナクを設立。2008年に同社のシナリオ部門の業務を引き継ぐかたちで株式会社レプトンを設立した。

## 家庭用ゲーム
- ドラゴンボール ゼノバース シリーズ
- ファイアーエムブレム 覚醒
- 逆転検事2
- ＮＥＷラブプラス
- ドクターロートレックと忘却の騎士団
- ファイアーエムブレム 新・紋章の謎 〜光と影の英雄〜
- 逆転検事
- 遠隔捜査 -真実への23日間-
- バトルスピリッツ 輝石の覇者
- そらのおとしもの ドキドキサマーバケーション
- 99のなみだ
- デイズオブメモリーズ シリーズ

## 小説
- 天城屋旅館幽霊騒動（P3P&P4 ハイスクールアンソロジー内収録）
- 虹を吸い込む日（『樹林』574号掲載）
- みてた（『おのみち怪談』掲載）
- 血まみれ大膳、出雲の鹿に挑む（『文芸思潮』81号掲載）
- 100文字歴史小説（東大阪新聞連載）

## 携帯小説・携帯電話ゲーム
- 実況パワフルプロ野球 (スマートフォン)
- 七色未来ミステリアスサイン
- 二度目のキス
- 恋のいろは
- ナムコクロニクル
- SFおとぎ奇譚 桃太郎戦記
- GO!GO!西遊記
- レガロヴェルデ
- 女探偵雨宮由希 猿ガ踊ル殺意
- なないろノベル
- 君に贈るホラー
- ステーション文庫
- 関西ミステリ文庫
- 三都怪談物語
- 東海怪奇堂
- 恐怖の小部屋
- ココスト